# Клуїд (річка)
Клуїд (валл. Afon Clwyd) — річка в Північному Уельсі. Графство Клуїд названо на честь річки, яка протікає через його центр. Тече від околиць Мелін-і-Віг до гирла в Ірландському морі поблизу Ріла. Ратін і Сент-Асаф є одними з міст на берегах річки.
Річка тече на південь, поки в Мелін-і-Віг не повертає на північний схід, слідуючи за A494 і проходячи через Дервен, Лланелідан, Пвелглас і Лланфер Діффрін-Клвід до Рутіна. Тут вона залишає відносно вузьку долину і входить в широку сільськогосподарську долину, Долину Клуїд (валлійська: Dyffryn Clwyd). Трохи південніше Денбіг до неї приєднується річка Клайведог. Ця значна притока також бере свій початок у лісі Клокеног, але стікає на схід і північ від лісу і проходить через Кіффілліог, Бонтучел і Рьюл до свого злиття з головною річкою.
Потім Клуїд звивається на північ через родючу долину Клуїд до Сент-Асафа. Приблизно за 1,5 милі (2 км) на північ від Сент-Асафа в річку впадає притока, така ж велика, як і головна річка, — річка Елві. За нормальної течії під час відпливу води цих двох річок можна побачити, як вони течуть пліч-о-пліч вниз по річці з незначним змішуванням.   

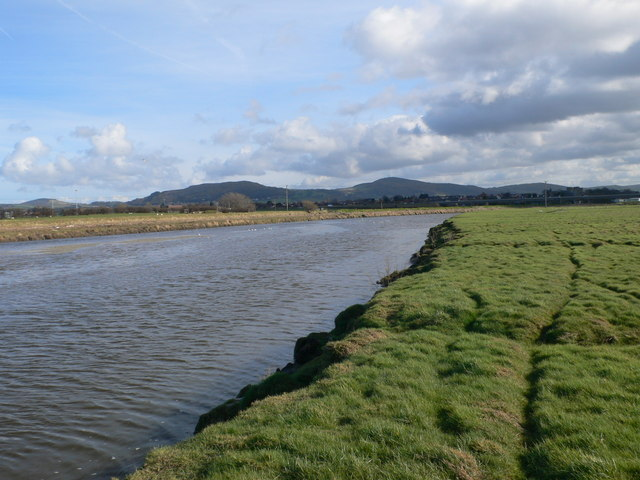
Річка Клуїд протікає через болота Морфа-Руддлан

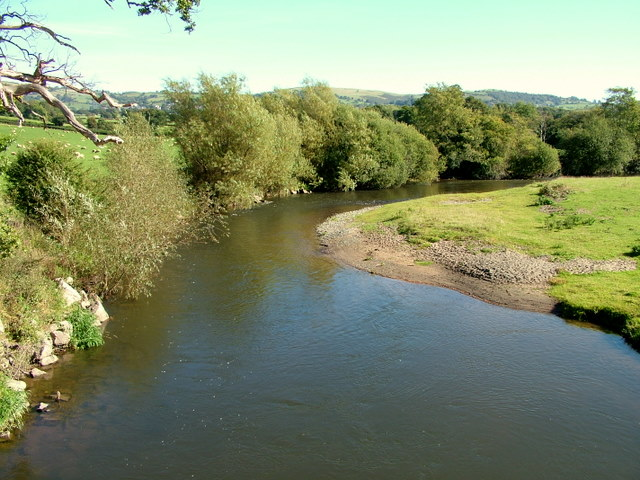
Річка Клуїд від мосту Лланнерх